# Vittoria Fontana
Vittoria Fontana (* 23. Juli 2000 in Gallarate) ist eine italienische Leichtathletin, die sich auf den Sprint spezialisiert hat.

## Sportliche Laufbahn
Erste internationale Erfahrungen sammelte Vittoria Fontana im Jahr 2018, als sie bei den U20-Weltmeisterschaften in Tampere mit der italienischen 4-mal-100-Meter-Staffel in 44,81 s den achten Platz belegte. Zudem gewann sie bei den U23-Mittelmeermeisterschaften in Jesolo in 44,40 s die Silbermedaille mit der Staffel hinter dem Team aus Frankreich. Im Jahr darauf siegte sie bei den U20-Europameisterschaften in Borås mit neuem italienischen U20-Rekord von 11,40 s im 100-Meter-Lauf und belegte mit der Staffel in 44,42 s den vierten Platz. 2021 startete sie bei den Halleneuropameisterschaften in Toruń im 60-Meter-Lauf und schied dort mit 7,28 s im Halbfinale aus. Anfang Mai siegte sie bei den World Athletics Relays im polnischen Chorzów überraschend in 43,79 s mit der 4-mal-100-Meter-Staffel und verhalf Italien damit zu einem Staffelquotenplatz für die Olympischen Spiele. Anfang Juli belegte sie bei den U23-Europameisterschaften in Tallinn in 11,58 s den fünften Platz über 100 m und nahm daraufhin über diese Distanz an den Olympischen Sommerspielen in Tokio und schied dort mit 11,53 s im Vorlauf aus. Zudem verpasste sie mit der Staffel trotz neuer Landesrekordzeit von 42,84 s den Finaleinzug.
2022 belegte sie bei den Weltmeisterschaften in Eugene mit 42,92 s im Finale den achten Platz in der 4-mal-100-Meter-Staffel und anschließend schied sie bei den Europameisterschaften in München mit 23,63 s in der Vorrunde über 200 Meter aus. Im Jahr darauf wurde sie bei der 1. Liga der Team-Europameisterschaft im Rahmen der Europaspiele in Chorzów in 52,28 s Sechste im A-Lauf über 4-mal 100 Meter. Bei den World Athletics Relays 2025 in Guangzhou sicherte sie der 4-mal-100-Meter-Staffel einen Startplatz bei den Weltmeisterschaften in Tokio. Anschließend wurde sie bei der 1. Liga der Team-Europameisterschaft in Madrid in 42,58 s Vierte im A-Lauf im Staffelbewerb, ehe sie bei den World University Games in Bochum in 22,79 s die Goldmedaille über 200 Meter gewann. 
2021 wurde Fontana italienische Hallenmeisterin im 60-Meter-Lauf.

## Persönliche Bestzeiten
- 100 Meter: 11,33 s (+1,2 m/s), 12. Juni 2021 in Genf
  - 60 Meter (Halle): 7,28 s, 7. März 2021 in Toruń
- 200 Meter: 22,79 s (+0,1 m/s), 24. Juli 2025 in Bochum